# ایرنا سانتور
ایرنا سانتور (انگلیسی: Irena Santor؛ زادهٔ ۹ دسامبر ۱۹۳۴) خواننده، صداپیشه و بازیگر اهل لهستان است. وی بین سال‌های ۱۹۴۹ تا ۲۰۲۱ میلادی فعالیت می‌کرد.
از فیلم‌ها یا مجموعه‌های تلویزیونی که وی در آن‌ها نقش داشته است، می‌توان به ع چون عشق و سرگذشتی با یک ترانه اشاره نمود.
وی همچنین برندهٔ جوایزی همچون گلوریا آرتیس، صلیب شایستگی و نشان افتخار تولد لهستان شده‌است و در جشنواره بین‌المللی آواز سوپوت سال ۱۹۶۶ به مقام سوم دست یافت.